# Robert Naumann (Bibliothekar)
Robert Naumann (Emil Wilhelm Robert Naumann; * 3. Dezember 1809 in Leipzig; † 31. August 1880 ebenda) war ein deutscher Gymnasiallehrer und Bibliothekar.

## Leben
Naumann war der Sohn des Schneidermeisters Johann Gottfried Naumann und seiner Frau Johanna Christiane, geb. Lochmann. 1827 legte er das Abitur am Leipziger Nikolai-Gymnasium ab, anschließend studierte er Theologie und klassische Philologie an der Universität Leipzig und wurde 1830 promoviert. Ebenfalls 1830 wurde er als Observator an der Ratsbibliothek Leipzig angestellt. 1832 legte Naumann die „theologische Candidatenprüfung“ ab, 1833 wurde er Katechet an der Peterskirche in Leipzig. Schließlich wechselte er 1835 als Lehrer für alte Sprachen, Geschichte, Geographie und Religion ans Nikolai-Gymnasium, wo er bis 1876 arbeitete. Ebenfalls 1835 wurde er zum Subbibliothekar der Ratsbibliothek ernannt.
In diesem Nebenamt erwarb er sich besondere Verdienste, indem er die Bibliothek ordnete, zahlreiche Bände katalogisierte und den Bestand in seiner fast fünfzigjährigen Amtszeit von 37.000 auf 100.000 Bände vermehrte. Seine wichtigste Tat war die Erarbeitung des Handschriftenkatalogs, des „Catalogus librorum manuscriptorum...“ (Naumann-Katalog). Zusammen mit dem Leipziger Verleger Theodor Oswald Weigel gab er die Zeitschrift „Serapeum: Zeitschrift für Bibliothekswissenschaft, Handschriftenkunde und ältere Literatur“ heraus, die von 1840 bis 1870 erschien. Sie war die erste bibliothekswissenschaftliche Fachzeitschrift in Deutschland. Zwischen 1855 und 1860 gab Naumann zusammen mit Rudolph Weigel auch die Zeitschrift „Archiv für die zeichnenden Künste“ heraus.
Naumann war Mitglied der Leipziger Johannisloge Balduin zur Linde. Sein Nachlass liegt in der Universitätsbibliothek Leipzig.

## Veröffentlichungen (Auswahl)
Monographien
- Catalogus librorum manuscriptorum qui in Bibliotheca Senatoria Civitatis Lipsiensis asservantur: accedunt tabulae lithographicae XV. Codices orientalium linguarum descripserunt Henricus Orthobius Fleischer et Franciscus Delitzsch. Gebhardt, Grimae 1838 [erschienen 1840] (Digitalisat).
- Führer durch die Ausstellung von Handschriften und Druckwerken auf der Stadtbibliothek zu Leipzig. Melzer, Leipzig 1856.
- Die Völkerschlacht bei Leipzig nebst Nachrichten von Zeitgenossen und Augenzeugen über dieselbe Mit einer Karte des Schlachtfeldes und einem Plane der Stadt Leipzig von 1813. T.O. Weigel, Leipzig 1863 (Digitalisat).
- Zum 19. October 1864. Festschrift den Mitgliedern des vor fünfzig Jahren am 19. October 1914 gegründeten Vereines zur Feier des 19. Octobers. Weigel, Leipzig 1864 (Digitalisat)
- Aus dem Jahre 1813. Mittheilungen den Mitgliedern des Vereines zur Feier des 19. Octobers in Leipzig. Weigel, Leipzig 1869 (Digitalisat).
- Der Napoleonstein am Thonberge bei Leipzig. Zur Bezeichnung des von Napoleon I. am 18 October 1813 innegehabten Standquartieres, errichtet von dem Vereine zur Feier des 19. Octobers in Leipzig. Baensch, Leipzig 1871 (Digitalisat)
- Die Fraternität der Notarien und Litteraten in Leipzig. Naumann, Leipzig 1874. (Digitalisat).

Aufsätze
- Acta Lutherorum auf der Stadtbibliothek zu Leipzig. In: Serapeum, Jg. 1 (1840), S. 46–48.
- Über die auf der Leipziger Stadtbibliothek befindliche Handschrift der Annales Fuldenses. In: Serapeum, Jg. 1 (1840), S. 145–152.
- Einige Nachrichten über das Vermächtnis der Pölitzischen Bibliothek an die Leipziger Stadtbibliothek. In: Serapeum, Jg. 1 (1840), S. 13–60.
- Über eine Handschrift des Valerius Maximus auf der Leipziger Stadtbibliothek. In: Serapeum, Jg. 2 (1841), S. 113–123.
- Über einige in der neuern Zeit aus den Handschriften der Stadtbibliothek zu Leipzig herausgegebene Anecdota. In: Serapeum, Jg. 3 (1842), S. 267–269.
- Über einige Handschriften von Hans Sachs, nebst einigen ungedruckten Gedichten dieses Dichters. In: Einladungsschrift zum Valedictionsacte einiger auf die Universität abgehenden Nicolaischüler. 1843, S. 3–35.
- Pro dromus et specimen Catalogus librorum mss. qui in bibliotheca senatoria civitatis Lipsiensis asservantur. In: Archiv für sächsische Geschichte und Alterthumskunde, Jg. 1 (1843), S. 296–317.
- Über einige Handschriften von Hans Sachs, nebst einigen ungedruckten Gedichten dieses Dichters. In: Serapeum, Jg. 4 (1843), S. 145.
- Über ein bis jetzt noch unbekanntes xylographisches Product der Presse Christoph Froschovers in Zürich. In: Serapeum, Jg. 5 (1844), S. 241–244.
- Mittheilungen aus der Handschriftensammlung der Leipziger Stadtbibliothek. In: Serapeum, Jg. 5 (1844), S. 244–249.
- [Über die Säkularfeier von Leibniz' Geburtstag im Jahre 1846 in Hannover] mit Nachtrag. In: Serapeum, Jg. 7 (1846), S. 22–224, 240.
- Die Pergamentdrucke der Leipziger Stadtbibliothek. In: Serapeum, Jg. 7 (1846), S. 352–365.
- Beschreibung der Handschriften im Besitze des Herrn T. O. Weigel[2] in Leipzig. In: Serapeum, Jg. 8 (1847), S. 199–202.
- Ernst und Scherz in Unterschriften alter Manuscripte. In: Serapeum, Jg. 8 (1847), S. 346–350.
- Bericht über eine auf der Stadtbibliothek zu Leipzig veranstaltete öffentliche Ausstellung. In: Serapeum, Jg. 8 (1847), S. 193–199.
- Ein Cisio-Janus in einer Handschrift der Stadtbibliothek zu Leipzig. In: Serapeum, Jg. 9 (1848), S. 36–40.
- Die Raths- oder Gymnasialbibliothek zu Zwickau. In: Serapeum, Jg. 9 (1848), S. 145–157.
- Zur Geschichte der geistlichen Bibliotheken in Leipzig. In: Serapeum, Jg. 13 (1852), S. 331–334.
- Die Malereien in den Handschriften der Stadtbibliothek zu Leipzig. In: Archiv für die zeichnenden Künste mit besonderer Beziehung auf Kupferstecher- und Holzschneidekunst und ihre Geschichte, Jg. 1 (1855), S. 233–235.
- Die Ölgemälde auf der Stadtbibliothek zu Leipzig. In: Archiv für die zeichnenden Künste mit besonderer Beziehung auf Kupferstecher- und Holzschneidekunst und ihre Geschichte, Jg. 3 (1857), S. 39–55.
- Die Einladungsschrift zur Eröffnung der Leipziger Stadtbibliothek im Jahre 1711. In: Serapeum. Jg. 26 (1865), S. 177–180.
- Neuaufgefundene Fragmente einer Handschrift des jüngeren Titurel. Ein Beitrag zur Geschichte der Verwüstung von Handschriften. In: Serapeum, Jg. 26 (1867), S. 193–196.
- Narratio de Adamo Oleario, Conrectore quondam Scholae Nicolaitanae Lipsiensis celeberrimo saeculi XVII. peregrinatore. In: Programm des Nicolaigymnasiums in Leipzig 1867. Edelmann, Leipzig 1868, S. 3–22.

als Herausgeber
- Katalog der Doubletten der Stadtbibliothek zu Leipzig, welche ... 1842 versteigert werden. Leipziger Stadtbibliothek, Leipzig 1842.